# کبدی در بازی‌های آسیایی
کبدی اولین حضور خود را به عنوان یک نمایشگاه ورزشی در سال ۱۹۸۲ انجام داد و از سال ۱۹۹۰ در پکن، چین به یک بازی در بازیهای آسیایی تبدیل شد. تا سال ۲۰۱۸، هند همیشه با کسب بیشترین تعداد نشان طلا در رده سنی آقایان و بانوان بر این رویداد حاکم بود.

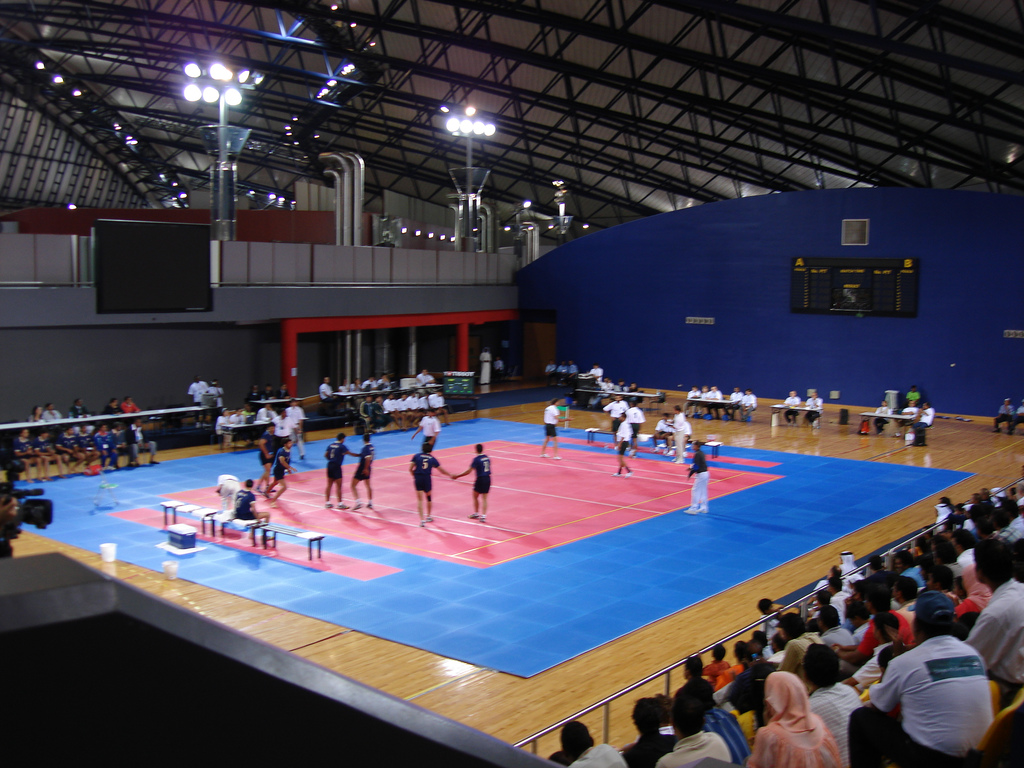
کبدی در بازیهای آسیایی ۲۰۰۶

## خلاصه

### مردان
| سال  | میزبان            |         | دیدار پایانی  | دیدار پایانی | دیدار پایانی |               | رده‌بندی             | رده‌بندی | رده‌بندی |
| سال  | میزبان            | قهرمان  | نتیجه         | نایب قهرمان  | جایگاه سوم   | نتیجه         | جایگاه چهارم        |         |         |
| ۱۹۹۰ | پکن               | · هند   | رقابت دوره ای | · بنگلادش    | · پاکستان    | رقابت دوره ای | · چین · ژاپن · نپال |         |         |
| ۱۹۹۴ | هیروشیما          | · هند   | رقابت دوره ای | · بنگلادش    | · پاکستان    | رقابت دوره ای | · ژاپن              |         |         |
| ۱۹۹۸ | بانکوک            | · هند   | رقابت دوره ای | · پاکستان    | · بنگلادش    | رقابت دوره ای | · سری‌لانکا          |         |         |
| ۲۰۰۲ | بوسان             | · هند   | رقابت دوره ای | · بنگلادش    | · پاکستان    | رقابت دوره ای | · ژاپن              |         |         |
| ۲۰۰۶ | دوحه              | · هند   | ۳۵–۲۳         | · پاکستان    | · بنگلادش    | ۳۷–۲۶         | · ایران             |         |         |
| ۲۰۱۰ | گوانگژو           | · هند   | ۳۷–۲۰         | · ایران      | · پاکستان    | مشترک         | · ژاپن              |         |         |
| ۲۰۱۴ | اینچئون           | · هند   | ۲۷–۲۵         | · ایران      | · کرهٔ جنوبی  | مشترک         | · پاکستان           |         |         |
| ۲۰۱۸ | جاکارتا– پالم‌بانگ | · ایران | ۲۶–۱۶         | · کرهٔ جنوبی  | · پاکستان    | مشترک         | · هند               |         |         |

### زنان
| سال  | میزبان            |         | دیدار پایانی | دیدار پایانی | دیدار پایانی |       | رده‌بندی   | رده‌بندی | رده‌بندی |
| سال  | میزبان            | قهرمان  | نتیجه        | نایب قهرمان  |              |       | رده‌بندی   | رده‌بندی | رده‌بندی |
| ۲۰۱۰ | گوانگژو           | · هند   | ۲۸–۱۴        | · تایلند     | · بنگلادش    | مشترک | · ایران   |         |         |
| ۲۰۱۴ | اینچئون           | · هند   | ۳۱–۲۱        | · ایران      | · تایلند     | مشترک | · بنگلادش |         |         |
| ۲۰۱۸ | جاکارتا– پالم‌بانگ | · ایران | ۲۷–۲۴        | · هند        | · تایوان     | مشترک | · تایلند  |         |         |

## جدول نشانها
| رتبه           | کشور            | طلا | نقره | برنز | مجموع |
| -------------- | --------------- | --- | ---- | ---- | ----- |
| ۱              | هند (IND)       | ۷   | ۱    | ۱    | ۹     |
| ۲              | ایران (IRI)     | ۱   | ۱    | ۳    | ۵     |
| ۳              | بنگلادش (BAN)   | ۰   | ۳    | ۴    | ۷     |
| ۴              | پاکستان (PAK)   | ۰   | ۲    | ۶    | ۸     |
| ۵              | تایلند (THA)    | ۰   | ۱    | ۲    | ۳     |
| ۶              | کره جنوبی (KOR) | ۰   | ۱    | ۱    | ۲     |
| ۷              | چین تایپه (TPE) | ۰   | ۰    | ۱    | ۱     |
| ۷              | ژاپن (JPN)      | ۰   | ۰    | ۱    | ۱     |
| مجموع (۸ کشور) | مجموع (۸ کشور)  | ۸   | ۹    | ۱۹   | ۳۶    |

### زنان
1. هند:دو قهرمانی و یک نایب قهرمانی.
2. ایران:یک قهرمانی و یک نایب قهرمانی.
3. تایلند:یک نایب قهرمانی.